# Sokolniki (hromada)
Sokolniki – hromada terytorialna w rejonie lwowskim obwodu lwowskiego Ukrainy. Siedzibą hromady jest wieś  Sokolniki.
Hromadę utworzono 12 czerwca 2020 roku w ramach reformy decentralizacji.
W skład Sokolnickiej rady hromady wchodzi 22 deputowanych reprezentujących wyborców z: Sokolnik – 17, Basiówki – 3, Hodowicy – 2.

## Miejscowości hromady
W skład hromady wchodzą 3 wsie:
- Sokolniki – centrum hromady
- Basiówka
- Hodowica

## Mniejszości narodowe
| Narodowość | Liczba ludności | Ilość wsi z mniejszościami |
| ---------- | --------------- | -------------------------- |
| Rosjanie   | 26              | 2                          |
| Polacy     | 3               | 2                          |